# We Come from Napoli
We Come from Napoli è un singolo del cantante italiano Liberato realizzato con la collaborazione del musicista britannico 3D e con Gaika, pubblicato il 14 febbraio 2020 come primo estratto dalla colonna sonora Ultras.

## Descrizione
Le tracce dell'album, formano la colonna sonora del film Ultras, diretto da Francesco Lettieri.

## Video musicale
Il videoclip, diretto sempre da Francesco Lettieri, è stato pubblicato in concomitanza con il lancio del singolo sul canale YouTube del cantante.

## Tracce
1. We Come from Napoli – 4:15 (Liberato)